# Будзински, Робер
Робе́р Будзински́ (фр. Robert Budzynski; 21 мая 1940, Калонн-Рикуар — 17 июля 2023) — французский футболист польского происхождения, защитник. По завершении игровой карьеры — спортивный директор.
Выступал за клубы «Ланс» и «Нант», а также национальную сборную Франции. Двукратный чемпион Франции и обладатель Суперкубка Франции.

## Клубная карьера
Родился 21 мая 1940 года в городе Калонн-Рикуар. Воспитанник юношеских команд футбольных клубов «Бетюн» и «Ошель».
В профессиональном футболе дебютировал в 1958 году выступлениями за клуб «Ланс», в котором провёл пять сезонов, приняв участие в 134 матчах чемпионата. Большую часть времени, проведённого в составе «Ланса», был основным игроком защиты команды.
В 1963 году перешёл в клуб «Нант», за который отыграл шесть сезонов. Играя в составе «Нанта» также выходил на поле в основном составе команды. В составе «Нанта» дважды становился чемпионом Франции, и один раз обладателем Суперкубка Франции. Завершил профессиональную карьеру в 1969 году.

## Карьера за сборную
В 1965 году дебютировал за сборную Франции. На протяжении карьеры в национальной команде, которая длилась восемь лет, провёл в форме главной команды страны 11 матчей.
В составе сборной был участником чемпионата мира 1966 в Англии.

## Достижения
«Нант»
- Обладатель Суперкубка Франции: 1965
- Чемпион Франции (2): 1964/65, 1965/66